# Strah za metulje v nevihti
Strah za metulje v nevihti je ljubezenski roman slovenskega pisatelja Ferija Lainščka, ki je izšel pri Študentski založbi Beletrina leta 2014. Delo je pripoved s strani mladega vojaka Marka Hribernika, ki se na služenju vojaškega roka v Srbiji, zaljubi v Ljiljano. Razdeljeno je na dva dela, ki nosita naslove po glavnih dveh osebah: Marko in Ljiljana.

## Vsebina
Zgodba je postavljena v čas 70. let 20. stoletja. Glavna oseba, Marko Hribernik, se iz Ljubljane odpravi na služenje vojaškega roka na obrobje Beograda. Nad vojaškim življenjem ni preveč navdušen, prav tako nima velike želje spoznavati svojih kolegov v vojašnici. Še posebno ne mara oficirjev in ostalih nadrejenih, zato velikokrat opleta z jezikom. Vsakič je deležen kaznovanja, kar posledično privede do tega, da postane med njimi že poznan. Tako, ga po srečnem naključju, eden izmed njih vključi v sodelovanje v vojaškem klubu. Delovanje v klubu mu prinese število novih nalog in odgovornosti, med njimi tudi organizacijo kulturne prireditve. Marko začne iskati dekleta, ki bi bila pripravljena na tem dogodku peti in plesati - tako na bližnji gimnaziji spozna Ljiljano. Vanjo se zaljubi na prvi pogled, zato je še toliko bolj navdušen, ko jo v vojašnici zagleda med dekleti, ki so se javila za nastop. Tudi ona ga takoj prepozna in tako se začne njuna ljubezenska zgodba. Delo v klubu Marku omogoča občasne izhode iz vojašnice, ki jih vedno izkoristi za zmenke z Ljiljano. Njuna ljubezen je globoka, zelo močna in takšna, kot ji tudi sama pravita, ki se zgodi samo enkrat v življenju. Na začetku vse teče gladko, nato pa se začnejo stvari zapletati. Markovi izhodi iz vojašnice postanejo omejeni in prepovedani; zaradi obtožb pa je premeščen v vojašnico v Albanijo.
Ljubezen glavnih junakov, se že takoj po začetku kaj hitro znajde na težki preizkušnji. Poleg geografske razdalje jo ovirajo tudi ostale osebe vpletene v njun odnos ter nezaželeni občutki nezaupanja. Zgodba se zaključi nekaj let kasneje, konec je otožen in ne povsem pričakovan.

## Izdaje
- Originalna izdaja v slovenščini, Beletrina 2014.

## Zbirka
Roman je izšel v zbirki Beletrina.
Roman pripada trilogiji romanov v katero spadata tudi Ločil bom peno od valov in Muriša. Omenjena dela se med seboj ne povezujejo, vendar spadajo v trilogijo avtorjevih obljubljenih romanov. 